# سیارک ۲۲۵۲۳۸
سیارک ۲۲۵۲۳۸ (به انگلیسی: 225238 Hristobotev، نامگذاری:2009QJ5)۲۲۵۲۳۸مین سیارک کشف شده‌است که در ۱۷ اوت ۲۰۰۹ کشف شد.